# Pirrocòrids

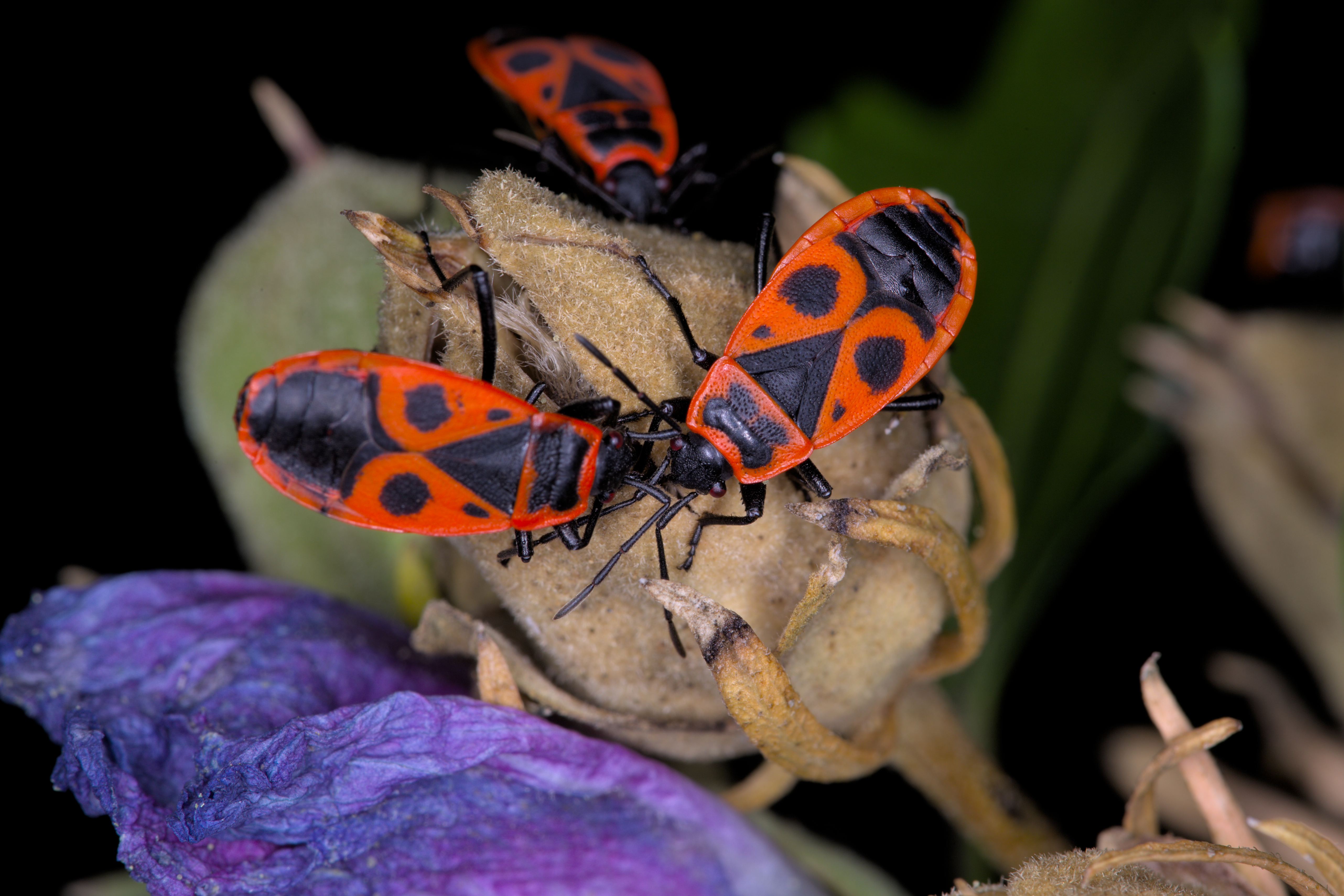
Pyrrhocoris apterus, una espècie molt freqüent a Catalunya.

Els pirrocòrids (Pyrrhocoridae, gr. "xinxa de foc", pels colors vermells que moltes espècies tenen) són una família d'hemípters heteròpters de l'infraordre Pentatomomorpha, amb més de 300 espècies a tot el món. Els membres d'aquesta família sovint es confonen amb el ligèids, però es poden separar fàcilment, per la manca d'ocels (ulls simples) a la part superior del cap. De fet, reben diferents noms comuns, com ara polls de moro, xinxes roges o coralets, noms aquests dos últims que comparteixen amb els ligèids.
A la península Ibèrica hi viuen dues espècies de Pyrrhocoridae, Scantius aegyptius i Pyrrhocoris apterus; aquesta darrera espècie és molt corrent, i s'alimenten principalment de llavors de malvàcies (Althaea, Malva, Hibiscus) i tiliàcies (Tilia, tells), devorant també els ous d'altres insectes i insectes morts (i vivents de vegades).

## Història natural
La majoria de les espècies s'alimenten de llavors o fruits particularment de plantes pertanyents a les Malvales, però algunes es nodreixen de restes en descomposició incloent-hi matèria animal morta. Algunes espècies són depredadores;  Raxa nishidai  és un depredador d'un altre pirrocòrid, Melamphaus faber, mentre que Antilochus coquebertii s'alimenta d'altres insectes incloent-hi Dysdercus cingulatus.
Alguns són importants plagues. Espècies del gènere Dysdercus, danyen el cotó tacant-lo i tallant les fibres.

## Taxonomia
La família Pyrrhocoridae inclou els següents gèneres:
- Gènere Aderrhis Bergroth, 1906
- Gènere Antilochus Stål, 1863
- Gènere Armatillus Distant, 1908
- Gènere Australodindymus Stehlík & Jindra, 2012
- Gènere Brancucciana Ahmad & Zaidi, 1986
- Gènere Callibaphus Stål, 1868
- Gènere Cenaeus Stål, 1861
- Gènere Dermatinus Stål, 1853
- Gènere Dindymus Stål, 1861
- Gènere Dynamenais Kirkaldy, 1905
- Gènere Dysdercus Guérin-Méneville, 1831
- Gènere Ectatops Amyot & Audinet-Serville, 1843
- Gènere Euscopus Stål, 1870
- Gènere Gromierus Villiers, 1951
- Gènere Guentheriana Stehlík, 2006
- Gènere Heissianus Stehlík, 2006
- Gènere Melamphaus Stål, 1868
- Gènere Myrmoplasta Gerstäcker, 1892
- Gènere Neodindymus Stehlik, 1965
- Gènere Neoindra Stehlik, 1965
- Gènere Odontopus Laporte, 1832
- Gènere Paraectatops Stehlík, 1965
- Gènere Probergrothius Kirkaldy, 1904
- Gènere Pyrrhocoris Fallén, 1814
- Gènere Pyrrhopeplus Stål, 1870
- Gènere Roscius Stål, 1866
- Gènere Scantius Stål, 1866
- Gènere Schmitziana Stehlik, 1977
- Gènere Sericocoris Karsch, 1892
- Gènere Siango Blöte, 1933
- Gènere Sicnatus Villiers & Dekeyser, 1951
- Gènere Silasuwe Stehlík, 2006
- Gènere Stictaulax Stål, 1870
- Gènere Syncrotus Bergroth, 1895